# Redovnik ratnik
Redovnik ratnik je osoba koja zajedno s redovničkim pozivom i asketskim načinom života njeguje i ratnički način života, tjelesnu spremnost za sudjelovanje u borbi. Prisutni su u kršćanstvu i svim istočnim relgijama, kao i u popularnoj kulturi. „Redovnik ratnik” u vojnoj se strategiji smatra savršenim oblikom ratnika.
U kršćanstvu se redovnicima ratnicima smatraju pripadnici viteških redova, križari i pripadnici Reda vitezova ivanovaca, suvremenih i nepodložnih vlasti bilo koje svjetske države. Kod istočnih religija najpoznatiji su japanski samuraji i sōhei (u prijevodu: »ratnički redovnik« ili »ratnik-redovnik«).
Jedi iz filmske franšize Ratova zvijezda također se smatraju spojem redovnika, ratnika i vitezova.